# Аламут
Аламут е някогашна планинска крепост в пустинните възвишения южно от Каспийско море, близо до град Казвин в Иран.
Построена е през 840 г. на надморска височина от 2100 м и става известна със своята непревземаемост. През 1090 г. Аламут става седалище на сектата на асасините. Крепостта е разрушена на 15 декември 1256 г. от монголския военачалник Хулагу хан.